# Synagoga w Gubinie
Synagoga w Gubinie – nieistniejąca synagoga znajdująca się w Gubinie przy ulicy Dąbrowskiego, dawniej Kastaniengraben (Fosa Kasztanowa).
Synagoga została wybudowana w 1878. Był, to niewielki jednopiętrowy budynek, najmniejszy na tej ulicy. Na parterze budynku była urządzona sala modlitw, a na piętrze mieszkał wraz z rodziną „sługa świątyni”. 9 listopada 1938 podczas Nocy Kryształowej budynek został splądrowany i zniszczony. Budynek przez dłuższy czas nie był użytkowany, dopiero pod koniec 1941 nabyła go Wspólnota Misyjna Kościoła Metodystów (Missionsgemeinde der Methodistenkirche) i zagospodarowała dla swoich celów. Obiekt najprawdopodobniej został zniszczony lub silnie uszkodzony podczas walk o Guben, które trwały od lutego do kwietnia 1945. Wkrótce potem zdecydowano o jego rozbiórce. W Niemieckim Muzeum Historycznym w Berlinie znajduje się zachowana z wyposażenia synagogi część parochetu (kotary).
9 listopada 1998, w 60. rocznicę Nocy Kryształowej, odsłonięto kamień pamiątkowy w miejscu, w którym znajdowała się kiedyś tutejsza synagoga. Jest to prosty granitowy głaz narzutowy, w którym osadzona jest Gwiazda Dawida. W połowie 2008 roku obok kamienia ustawiono tablicę, która w trzech wersjach językowych dostarcza informacji o losie tamtejszych Żydów.

## Poziom

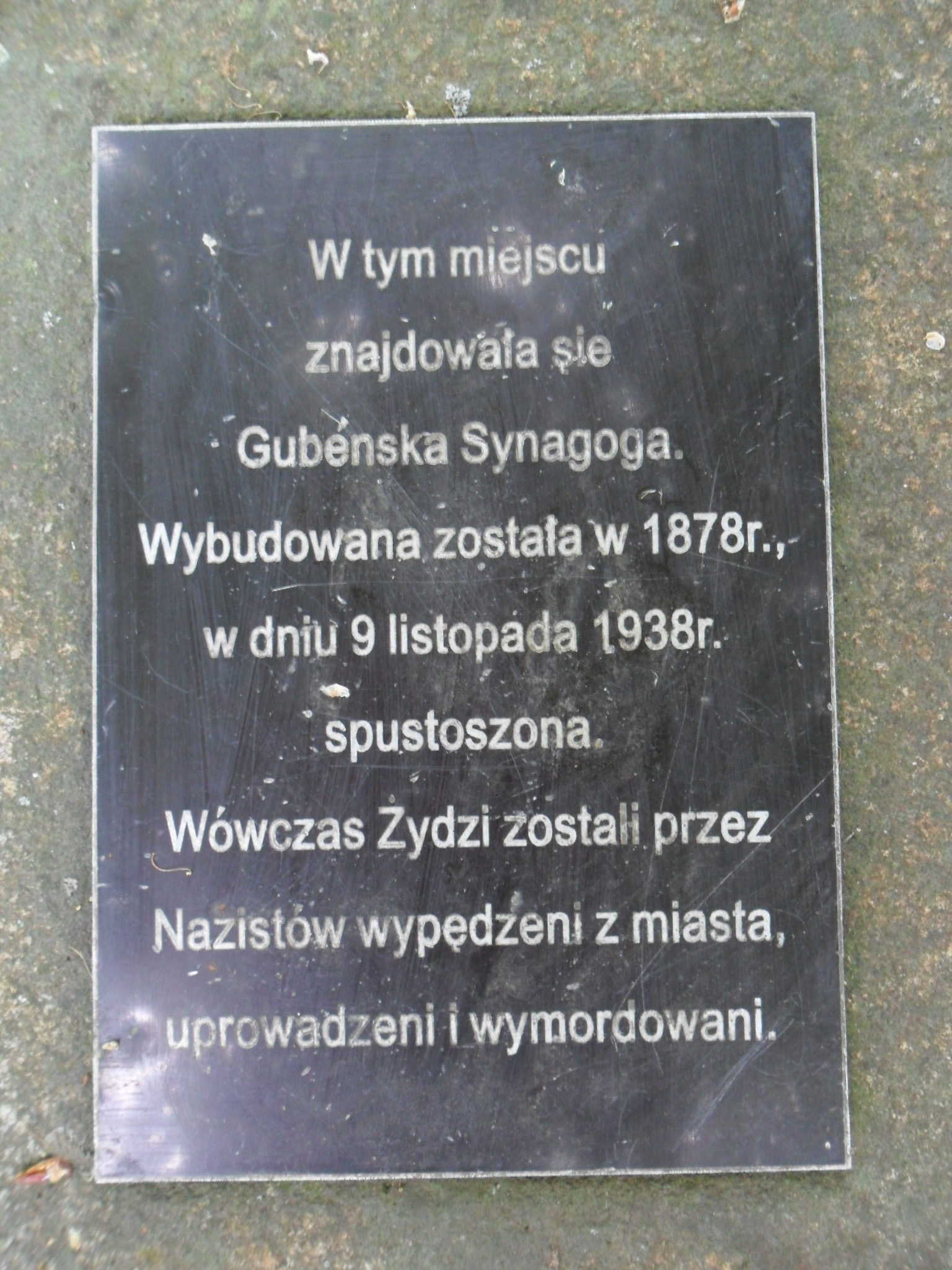
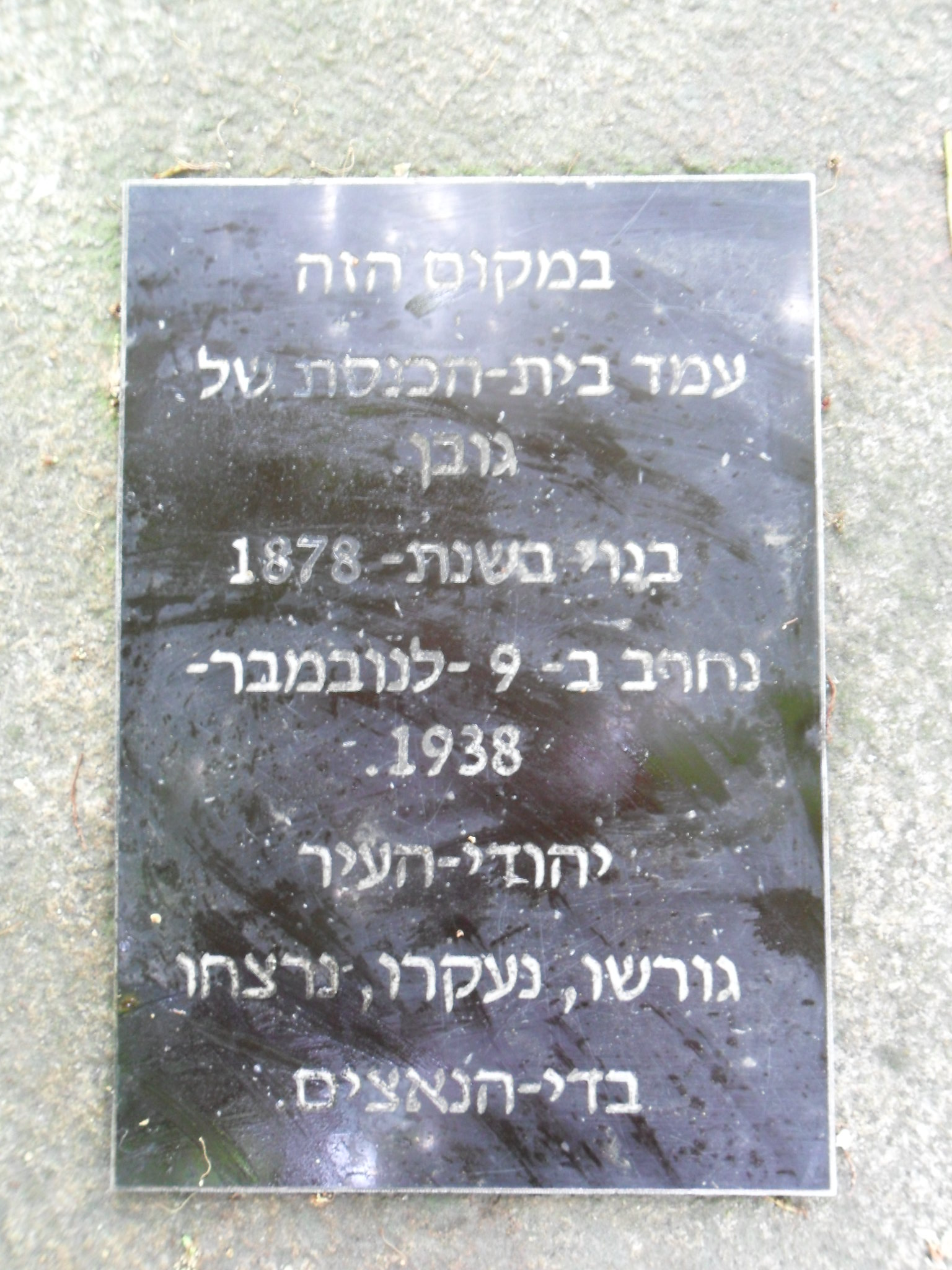